# Église Saint-Gabriel de Baničina
Pour les articles homonymes, voir Église Saint-Gabriel.
L'église Saint-Gabriel de Baničina (en serbe cyrillique : Црква Светог Арханђела Гаврила у Баничини ; en serbe latin : Crkva Svetog Arhanđela Gavrila u Baničini) est une église orthodoxe serbe située à Baničina, dans le district de Podunavlje et dans la municipalité de Smederevska Palanka en Serbie. Elle est inscrite sur la liste des monuments culturels protégés de la république de Serbie (identifiant no SK 1729).

## Présentation

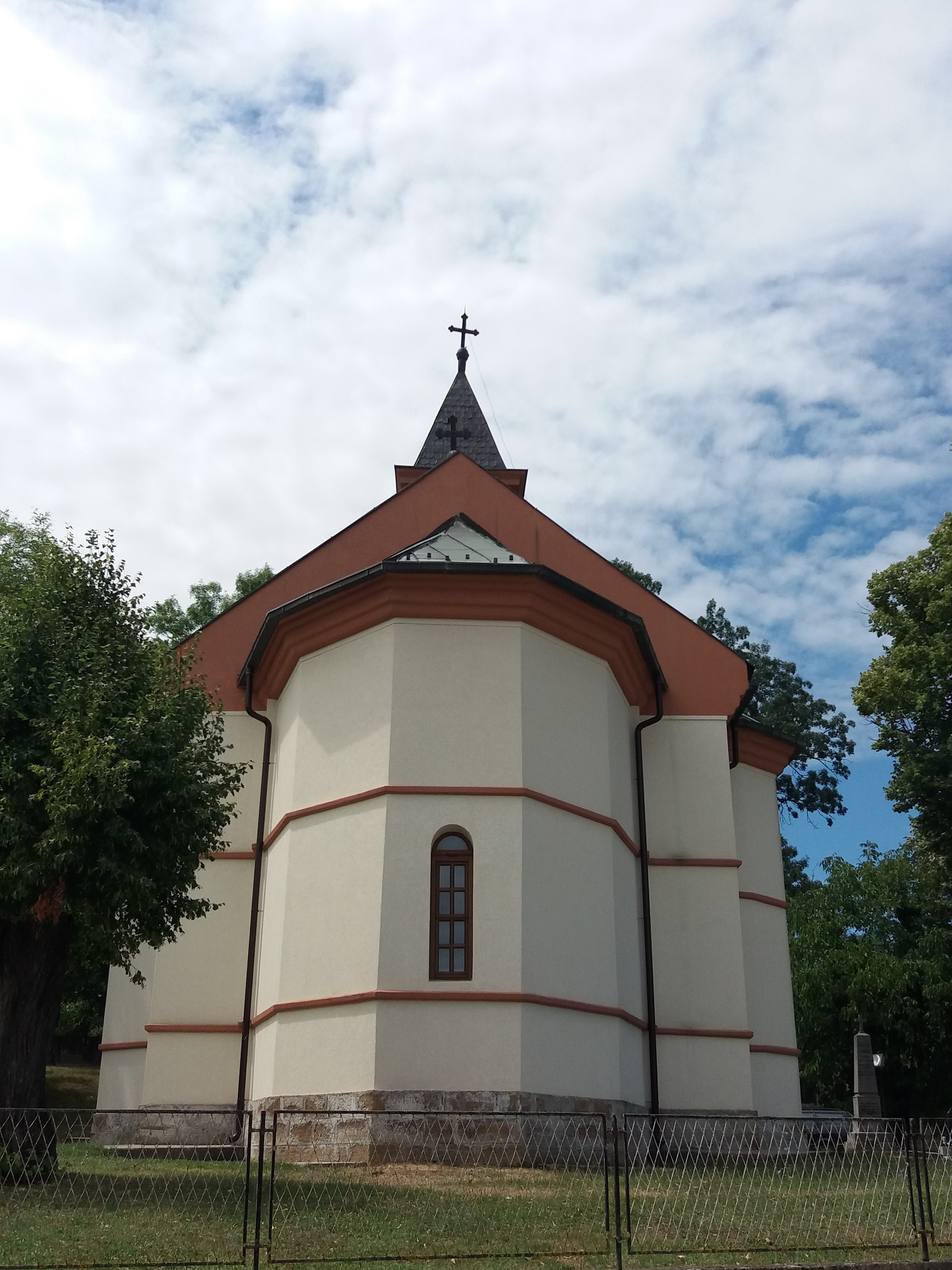
Le chevet de l'église.

L'église a été construite en 1892 dans l'esprit de l'architecture classique avec des éléments romantiques.
Elle est constituée d'une nef unique dotée d'une voûte en berceau et précédée d'un narthex avec une galerie ; de part et d'autre de l'autel se trouvent deux absides rectangulaires qui font saillie sur les façades nord et sud. Les façades sont très simplement décorées d'une corniche moulurée qui court en-dessous du toit. La façade occidentale est dominée par un haut clocher ; le portail d'entrée est surmonté d'un petit fronton triangulaire ; au-dessus de la corniche et au-dessous du clocher se trouve un pignon à volutes avec un petit oculus.
Ni l'auteur des fresques ni celui des icônes de l'autel ne sont connus.
L'église est associée à des souvenirs historiques. On y trouve la tombe et monument de Stanoje Glavaš, l'un des combattants les plus importants du premier soulèvement serbe contre les Ottomans, tandis que, dans la cour, un monument aux soldats tombés lors des guerres de libération de la Serbie entre 1912 et 1918 a été érigé.

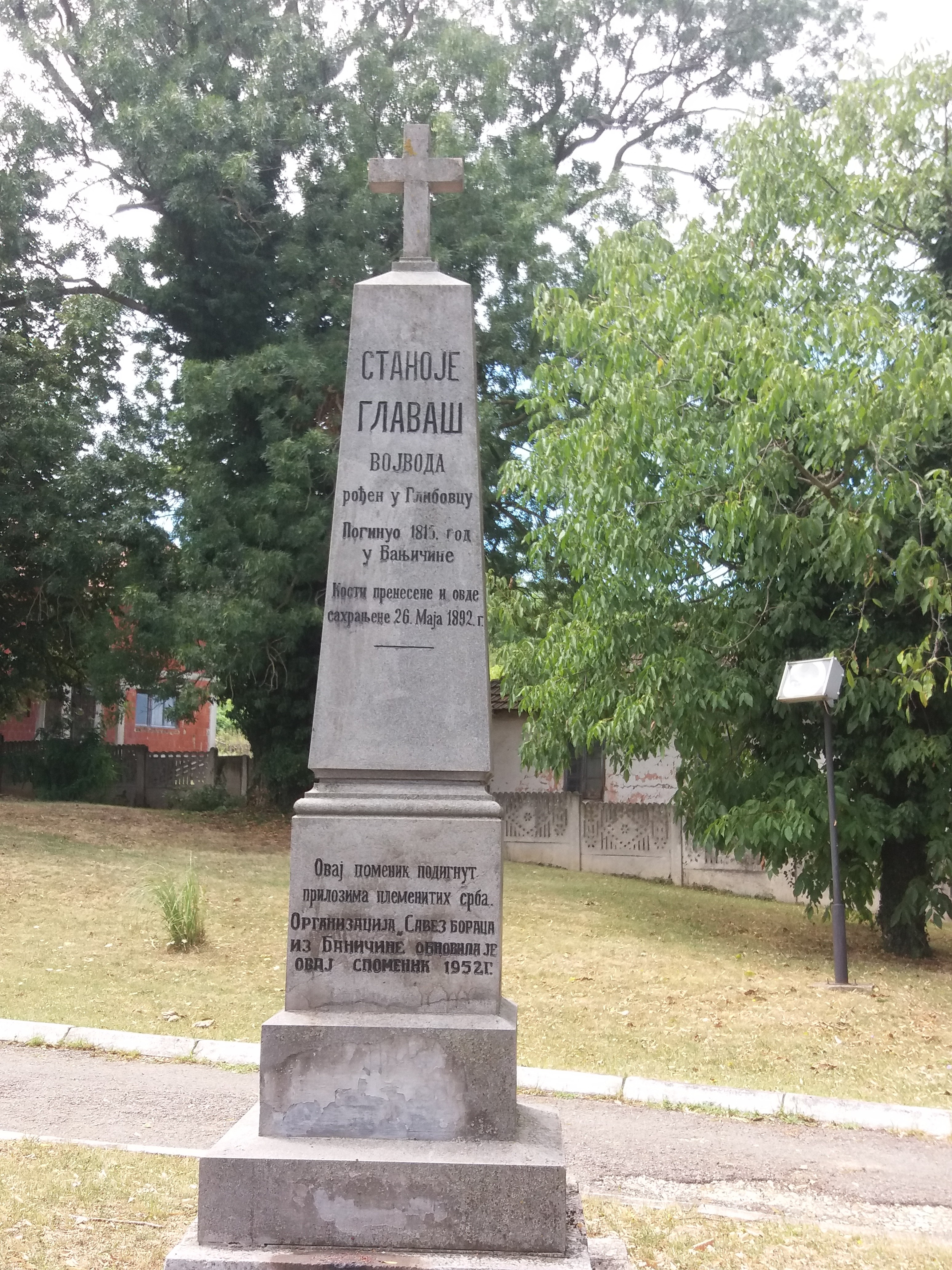
Le monument de Stanoje Glavaš.
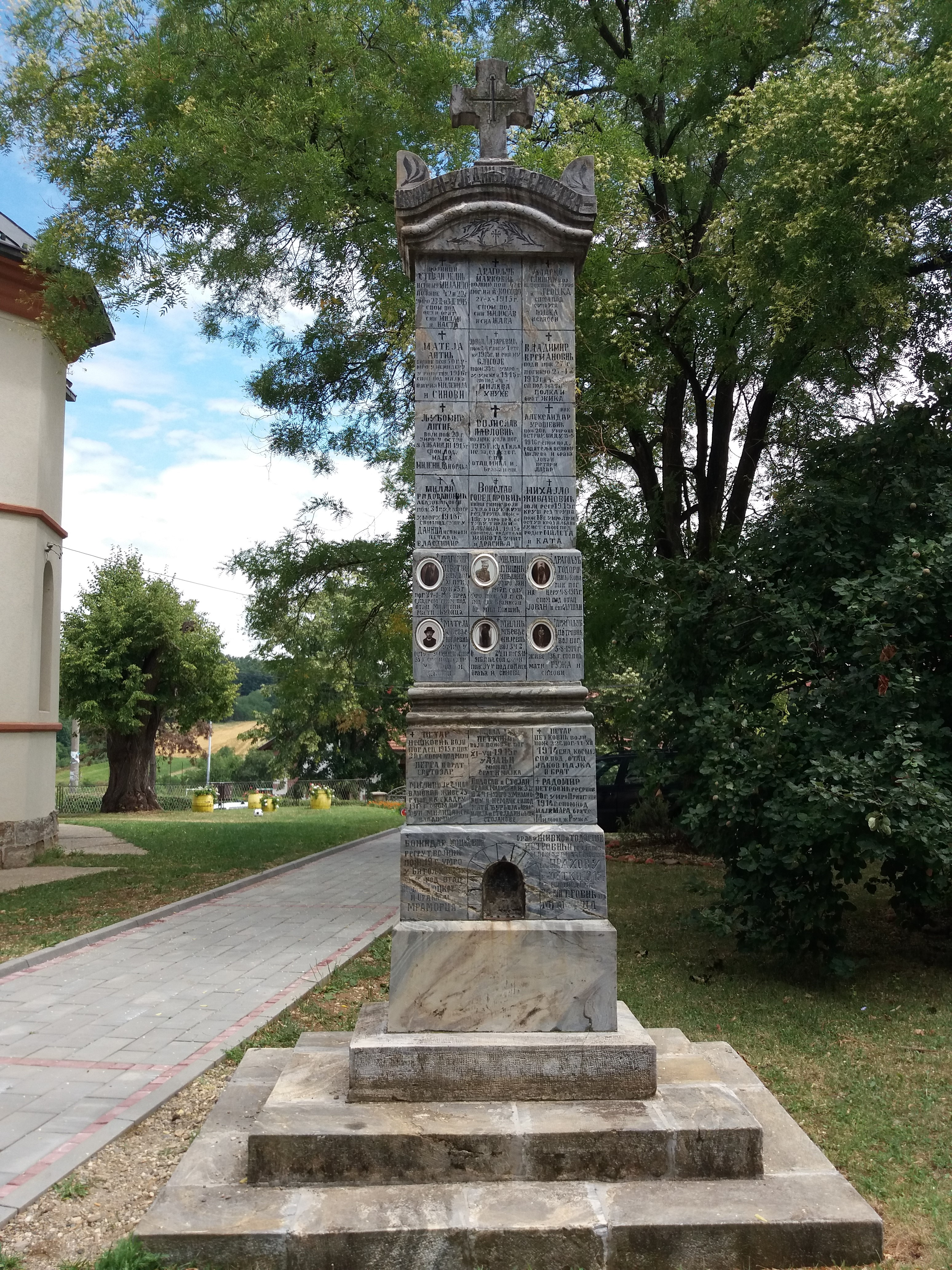
Le monument aux morts 1912-1918.